# 茨城 (小惑星)
茨城(19713 Ibaraki)は、小惑星帯にある小惑星の1つ。仮符号1999 TV228。

## 概要
茨城は、ローウェル天文台のLONEOSによって1999年10月3日に発見された小惑星である。
名前は東日本大震災で大きな被害を受けた、茨城県にちなんで命名された。名前は2012年5月9日に、他の11個と同時に発表された。この命名は、東日本大震災からの復興を願って、被害の大きかった被災地の地名を命名した。これは、同年5月16日から新潟市の朱鷺メッセで行われる国際会議「小惑星・彗星・流星2012」が、アジア初の開催となることにちなんで、日本にゆかりの深い命名が多数承認された事もきっかけとなっている。同会議の実行委員会で原案を作成し、命名提案権を持つローウェル天文台のエドワード・ボーエルと協議の結果、同時に12個の小惑星を命名し、国際天文学連合に承認された。